# Giovanni Breviario
Giovanni Breviario (Bergamo, 27 novembre 1891 – Bergamo, 8 ottobre 1982) è stato un tenore italiano.

## Biografia
Tenore lirico spinto, dalla voce "di accento chiaro, acuti squillanti nelle note alte e gran temperamento", studiò con i maestri Vittore Baccanelli e Dante Lari a Milano e si perfezionò con il maestro Giovanni Fratini.
Debuttò nel 1924 al Teatro dell'Opera di Pola nella parte di Manrico ne Il trovatore. La carriera iniziò nei teatri di provincia, ottenendo lusinghieri successi, che lo portarono a cantare nei principali teatri italiani, come il Teatro San Carlo di Napoli, il Teatro La Fenice di Venezia, il Teatro Regio di Parma, il Teatro Petruzzelli di Bari, il Teatro alla Scala.
Per le caratteristiche vocali, particolarmente adatte a cantare all'aperto, fu scritturato in diversi anfiteatri italiani;  dalla  celebre Arena di Verona, all'Anfiteatro Gangi di Catania. All'estero si esibì nei teatri di Portogallo, Svizzera, Spagna, Germania, Ungheria, Egitto e Malta. In particolare "Fu protagonista di rilievo nel periodo dal 1927 al 1934 nei principali teatri olandesi, dove fece conoscere il repertorio drammatico italiano, ottenendo importanti riconoscimenti".
Negli anni trenta fu scritturato dall'EIAR, dove partecipò alle registrazioni di Aida e Cavalleria rusticana. Nella stagione 1937 fu protagonista nella prima incisione discografica completa di Norma, con il soprano Gina Cigna, il mezzosoprano Ebe Stignani, il basso Tancredi Pasero e la direzione di Vittorio Gui.
"Le due parti che più ne contraddistinsero la carriera furono quelle di Manrico e Otello, dove poteva sfoggiare senza parsimonia la robustezza dei suoi acuti". Si ritirò dalle scene nel 1950, dopo oltre un ventennio di onorata carriera, quando la voce generosa cominciò ad avere problemi di squillo e intonazione. Successivamente insegnò canto presso il Conservatorio di Musica di Johannesburg. Morì novantenne nella sua Bergamo.

## Repertorio
- Vincenzo Bellini
  - Norma (Pollione)
- Giuseppe Verdi
  - Il trovatore (Manrico)
  - Otello (Otello)
  - Aida (Radames)
  - La forza del destino (Alvaro)
  - Ernani (Ernani)
- Giacomo Puccini
  - Turandot (Calaf)
  - Tosca (Mario)
  - La fanciulla del West (Ramerrez)
- Ruggero Leoncavallo
  - Pagliacci (Canio)
- Pietro Mascagni
  - Cavalleria rusticana (Turiddu)
- Georges Bizet
  - Carmen (Don Josè)
- Umberto Giordano
  - Andrea Chénier (Andrea Chénier)
- Giacomo Meyerbeer
  - Gli ugonotti (Raoul)

## Discografia
- Pietro Mascagni: Cavalleria rusticana, interpreti: Giovanni Breviario, Delia Sanzio, Olga De Franco, Piero Biasini, Mimma Pantaleoni. Orchestra e Coro del Teatro alla Scala di Milano, direttore Carlo Sabajno – La Voce del Padrone 1929
- Vincenzo Bellini: Norma, interpreti: Giovanni Breviario, Gina Cigna, Ebe Stignani, Tancredi Pasero, Emilio Renzi, Adriana Perris. Orchestra e coro dell'EIAR di Torino, direttore Vittorio Gui –   Cetra 1937
- Giuseppe Verdi: Otello: "Niun mi tema" - Cetra